# Simon Hartmann
Simon Hartmann (* 22. Juni 1977 in Northeim) ist ein deutscher Politiker (SPD). Seit 2018 ist er Bürgermeister der südniedersächsischen Stadt Northeim.

## Leben

### Persönlicher und beruflicher Werdegang
Simon Hartmann wurde 1977 in Northeim geboren und lebte bis 2001 im Ortsteil Hillerse. Seitdem wohnt er in der Kernstadt. Er ist verheiratet und Vater eines Sohnes.
1997 absolvierte er eine Ausbildung zum Verwaltungsfachangestellten bei der Stadt Northeim und war fortan im Kultusamt der Stadt Northeim sowie im Sozialamt der Stadt beziehungsweise des Landkreises Northeim tätig. Nach einer Tätigkeit bei der Kommunalen Datenverarbeitungszentrale Südniedersachsen (KDS) in Göttingen von 2004 bis 2010 war er bis 2013 Parlamentarischer Referent für die Politikfelder Wirtschaft, Arbeit und Verkehr sowie Haushalt und Finanzen bei der SPD-Landtagsfraktion Niedersachsen. Zuletzt war er persönlicher Referent des niedersächsischen Kultusministers und zugleich dessen Büroleiter.

### Politischer Werdegang
1993 wurde Hartmann Mitglied der SPD. Von 1999 bis 2004 war er Vorsitzender der Juso-Arbeitsgemeinschaft Northeim und zugleich Vorstandsmitglied des Juso-Unterbezirks Northeim-Einbeck. Als Vorsitzender der Northeimer SPD fungierte er von 2004 bis 2016. Seit 2007 ist er stellvertretender Vorsitzender des SPD-Unterbezirks Northeim-Einbeck.
Von 2006 bis 2018 war er Abgeordneter des Northeimer Kreistages und zuletzt Fraktionsvorsitzender seiner Partei. Zwischen 2008 und 2011 gehörte er zusätzliche dem Rat der Stadt Northeim an.
Am 11. März 2018 setzte er sich bei der Wahl des Northeimer Bürgermeisters gegen den Kämmerer und kommissarischen Bürgermeister der Stadt Northeim Jörg Dodenhöft (CDU) mit 57,1 Prozent durch.